# CDC 6600

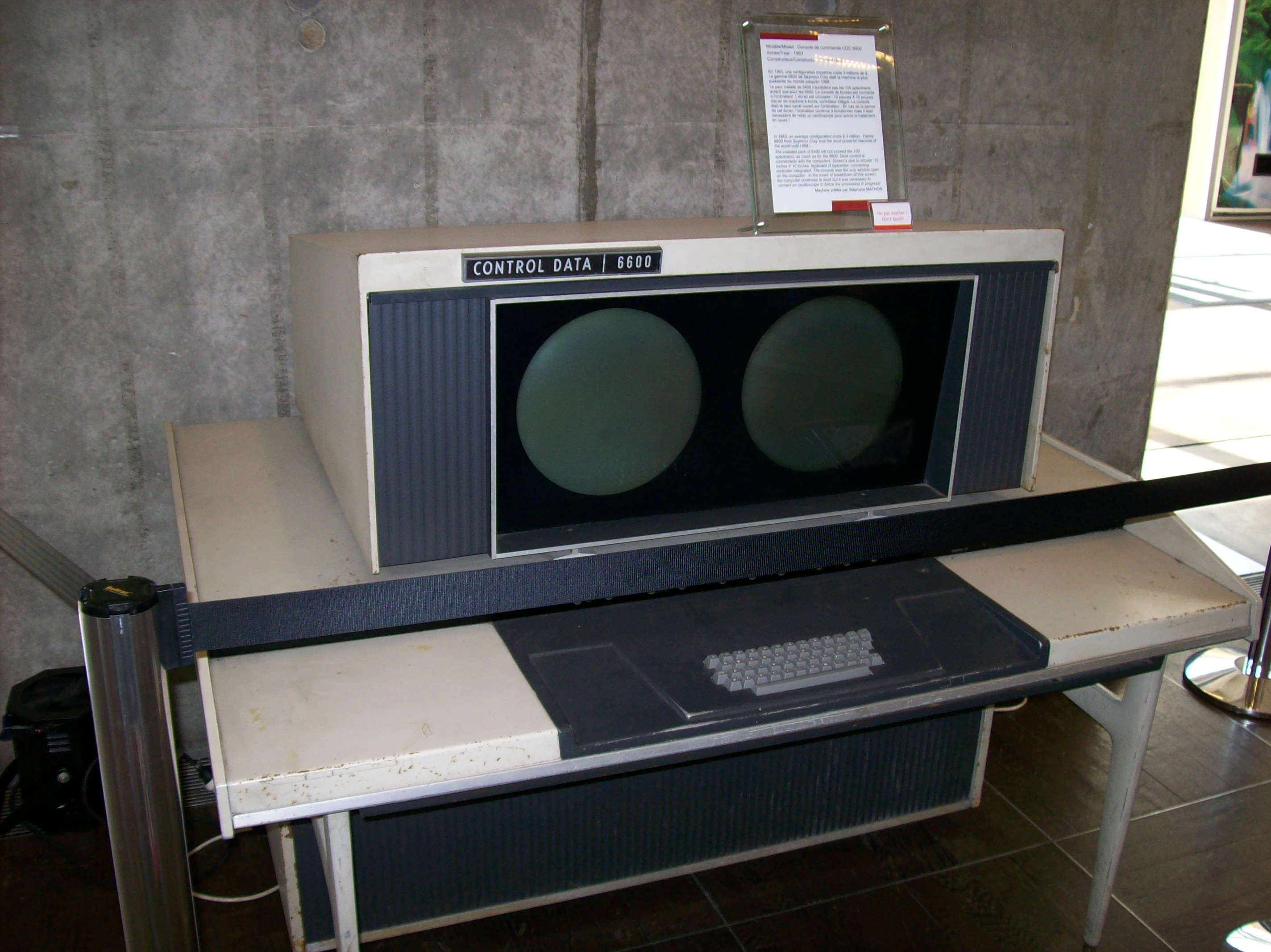
Konsola komputera CDC 6600

CDC 6600 – komputer typu mainframe, produkowany przez firmę Control Data Corporation, uważany za pierwszy superkomputer. Potrafił wykonywać 3 miliony operacji na sekundę. Lista rozkazów liczyła zaledwie 64 pozycje. Dodając nowatorską technikę chłodzenia podzespołów freonem oraz użycie (po raz pierwszy w komputerach) tranzystorów krzemowych, wyprodukowano komputer o niespotykanej wtedy mocy obliczeniowej, zostawiając konkurencję (głównie IBM) daleko w tyle.
Publiczna prezentacja prototypu komputera odbyła się w 1963. Sprzedaż maszyny ruszyła na przełomie lat 1963–1964, jeden egzemplarz kosztował około 8 milionów dolarów. Jednakże pierwsze modele zostały dostarczone do odbiorców dopiero w 1965 roku, po usunięciu wielu problemów, takich jak przegrzewanie się podzespołów.
Projekt CDC 6600 był autorstwa Seymoura Craya i wcielany w życie pod jego ścisłym nadzorem. W budowie brało udział około 30 osób.